# Janusz Kasperczak
Janusz Kasperczak (ur. 29 września 1927 w Poznaniu, zm. 16 kwietnia 2002 we Wrocławiu) – polski bokser, pierwszy powojenny mistrz Europy.

## Życiorys
Urodził się 29 września 1927 w Poznaniu jako nieślubne dziecko tancerki kabaretowej Anieli Kasperczak (ur. 1909).
W czasie II wojny światowej (1941-1943) był robotnikiem przymusowym w Poznaniu.

### Kariera bokserska
Wszystkie znaczące sukcesy odniósł w wadze muszej. Podczas Mistrzostw Europy w Oslo 1949 niespodziewanie zdobył złoty medal (pierwszy medal w boksie po wojnie dla Polski) po wygraniu czterech walk. Dwa lata później w Mediolanie 1951 nie obronił tytułu przegrywając z późniejszym mistrzem olimpijskim z Helsinek Hämäläinenem z Finlandii.
Kasperczak startował wcześniej w olimpiadzie w Londynie 1948, ale bez powodzenia.
Dwa razy zdobył tytuł mistrza Polski w wadze muszej (w 1948 i 1949). Dwa razy był też wicemistrzem (w 1950 w wadze muszej i w 1956 w wadze koguciej).
Stoczył 300 walk, 236 wygrał, 16 zremisował i 48 przegrał.
Wystąpił 15 razy w reprezentacji Polski, wygrywając 11 walk i 4 walki przegrywając.
Był wychowankiem Kolejarza Poznań, ale przez niemal całą karierę walczył w Gwardii Wrocław.
W Plebiscycie Przeglądu Sportowego 1949 zajął 2. miejsce. W 1998 otrzymał Nagrodę im. Aleksandra Rekszy.